# Singapore ai Giochi della XXIX Olimpiade
Singapore ha partecipato ai Giochi della XXIX Olimpiade di Pechino, svoltisi dall'8 al 24 agosto 2008, con una delegazione di 25 atleti.

## Medaglie
| Medaglia | Atleta                            | Sport         | Evento                   |
| -------- | --------------------------------- | ------------- | ------------------------ |
| Argento  | Feng Tianwei Li Jiawei Wang Yuegu | Tennis tavolo | Gara a squadre femminile |

## Atletica leggera
| Gara  | Atleta               | Batterie | Batterie | Quarti | Quarti | Semifinali | Semifinali | Finale | Finale |
| Gara  | Atleta               | Tempo    | Pos.     | Tempo  | Pos.   | Tempo      | Pos.       | Tempo  | Pos.   |
| ----- | -------------------- | -------- | -------- | ------ | ------ | ---------- | ---------- | ------ | ------ |
| 100 m | Kang Li Loong Calvin | 10"73    | 6        |        |        |            |            |        |        |

| Gara           | Atleta        | Qualificazioni | Qualificazioni | Finale | Finale |
| Gara           | Atleta        | Misura         | Pos.           | Misura | Pos.   |
| -------------- | ------------- | -------------- | -------------- | ------ | ------ |
| Getto del peso | Zhang Guirong | 16,23 m        | 14             |        |        |

## Badminton
| Gara              | Atleta                  | Turno 1 | Sedicesimi                            | Ottavi                                                       | Quarti                                                  | Semifinali | Finale |
| ----------------- | ----------------------- | ------- | ------------------------------------- | ------------------------------------------------------------ | ------------------------------------------------------- | ---------- | ------ |
| Singolo maschile  | Ronald Susilo           | bye     | Lee Chong Wei (Malaysia) 13-21, 14-21 |                                                              |                                                         |            |        |
| Singolo femminile | Xing Aiying             | bye     | Olga Konon (Bielorussia) 19-21, 12-21 |                                                              |                                                         |            |        |
| Doppio femminile  | Jiang Yanmei Li Yujia   |         |                                       | Eva Lee Mesinee Mangkalakiri (Stati Uniti) 21-12, 21-12      | Lee Kyung-won Lee Hyo-jung (Corea del Sud) 15-21, 12-21 |            |        |
| Doppio misto      | Hendri Saputra Li Yujia |         |                                       | Thomas Laybourn Kamilla Rytter Juhl (Danimarca) 12-21, 14-21 |                                                         |            |        |

## Nuoto
| Gara               | Atleta            | Batterie | Batterie | Semifinali | Semifinali | Finale | Finale |
| Gara               | Atleta            | Tempo    | Pos.     | Tempo      | Pos.       | Tempo  | Pos.   |
| ------------------ | ----------------- | -------- | -------- | ---------- | ---------- | ------ | ------ |
| 200 m stile libero | Bryan Tay Zhirong | 1'50"41  | 41       |            |            |        |        |

| Gara               | Atleta                | Batterie | Batterie | Semifinali | Semifinali | Finale | Finale |
| Gara               | Atleta                | Tempo    | Pos.     | Tempo      | Pos.       | Tempo  | Pos.   |
| ------------------ | --------------------- | -------- | -------- | ---------- | ---------- | ------ | ------ |
| 100 m stile libero | Quah Ting Wen         | 56"14    | 35       |            |            |        |        |
| 200 m stile libero | Lim Shu En Lynette    | 2'02"30  | 28       |            |            |        |        |
| 400 m stile libero | Lim Shu En Lynette    |          |          | 4'17"67    | 30         |        |        |
| 800 m stile libero | Lim Shu En Lynette    |          |          | 8'45"56    | 30         |        |        |
| 100 m rana         | Teo Wei Min Nicolette | 1'10"75  | 32       |            |            |        |        |
| 200 m rana         | Teo Wei Min Nicolette | 2'34"60  | 35       |            |            |        |        |
| 100 m farfalla     | Tao Li                | 57"77    | 4        | 57"54      | 4          | 57"99  | 5      |
| 200 m farfalla     | Tao Li                | 2'12"63  | 26       |            |            |        |        |
| 200 m misti        | Quah Ting Wen         | 4'51"25  | 25       |            |            |        |        |

## Tennis tavolo
| Gara              | Atleta       | Preliminari | Turno 1 | Turno 2                                                              | Turno 3                                                                           | Turno 4                                                                | Quarti                                                        | Semifinali                                              | Finale                                                   |
| ----------------- | ------------ | ----------- | ------- | -------------------------------------------------------------------- | --------------------------------------------------------------------------------- | ---------------------------------------------------------------------- | ------------------------------------------------------------- | ------------------------------------------------------- | -------------------------------------------------------- |
| Singolo maschile  | Gao Ning     | bye         | bye     | bye                                                                  | Tan Ruiwu (Croazia) 0-4 (6-11, 12-14, 4-11, 7-11)                                 |                                                                        |                                                               |                                                         |                                                          |
| Singolo maschile  | Yang Zi      | bye         | bye     | Marcos Freitas (Portogallo) 4-2 (11-4, 6-11, 2-11, 11-3, 11-9, 11-6) | Chuang Chih-Yuan (Taipei cinese) 4-3 (14-12, 7-11, 11-8, 7-11, 5-11, 11-7, 12-10) | Zoran Primorac (Croazia) 2-4 (7-11, 7-11, 11-4, 11-8, 7-11, 6-11)      |                                                               |                                                         |                                                          |
| Singolo femminile | Feng Tianwei | bye         | bye     | bye                                                                  | Dang Ye-Seo (Corea del Sud) 4-0 (11-4, 11-5, 11-3, 11-5)                          | Li Jie (Paesi Bassi) 4-1 (7-11, 13-11, 11-7, 11-5, 11-4)               | Zhang Yining (Cina) 1-4 (11-13, 14-12, 12-14, 10-12, 11-13)   |                                                         |                                                          |
| Singolo femminile | Li Jiawei    | bye         | bye     | bye                                                                  | Tamara Boroš (Croazia) 4-1 (11-8, 11-7, 7-11, 11-6, 11-5)                         | Lin Ling (Hong Kong) 4-3 (4-11, 14-12, 10-12, 11-8, 5-11, 11-9, 13-11) | Wang Chen (Stati Uniti) 4-1 (15-13, 11-6, 12-10, 13-15, 11-4) | Zhang Yining (Cina) 1-4 (11-9, 8-11, 10-12, 8-11, 5-11) | Guo Yue (Cina) 2-4 (6-11, 12-14, 11-9, 11-7, 3-11, 4-11) |
| Singolo femminile | Wang Yuegu   | bye         | bye     | bye                                                                  | Wu Xue (Rep. Dominicana) 1-4 (9-11, 11-9, 2-11, 8-11, 10-12)                      |                                                                        |                                                               |                                                         |                                                          |

### Gara a squadre maschile
La squadra maschile era composta da Cai Xiaoli, Gao Ning e Yang Zi.

#### Prima fase
| 13 agosto 2008 | Singapore | 3 – 0 | Canada |  |

| 14 agosto 2008 | Singapore | 1 – 3 | Croazia |  |

| 14 agosto 2008 | Germania | 3 – 1 | Singapore |  |

| Squadra   | P.ti | G | V | P | GV | GP |
| --------- | ---- | - | - | - | -- | -- |
| Germania  | 6    | 3 | 3 | 0 | 9  | 1  |
| Croazia   | 5    | 3 | 2 | 1 | 6  | 4  |
| Singapore | 4    | 3 | 1 | 2 | 5  | 6  |
| Canada    | 3    | 3 | 0 | 3 | 0  | 9  |

### Gara a squadre femminile
La squadra femminile era composta da Feng Tianwei, Li Jiawei e Wang Yuegu.

#### Prima fase
| 13 agosto 2008 | Singapore | 3 – 0 | Stati Uniti |  |

| 13 agosto 2008 | Singapore | 3 – 0 | Nigeria |  |

| 14 agosto 2008 | Singapore | 3 – 0 | Paesi Bassi |  |

| Squadra     | P.ti | G | V | P | GV | GP |
| ----------- | ---- | - | - | - | -- | -- |
| Singapore   | 6    | 3 | 3 | 0 | 9  | 0  |
| Stati Uniti | 5    | 3 | 2 | 1 | 6  | 4  |
| Paesi Bassi | 4    | 3 | 1 | 2 | 4  | 6  |
| Nigeria     | 3    | 3 | 0 | 3 | 0  | 9  |

#### Seconda fase
Semifinale
| 15 agosto 2008 | Singapore | 3 – 2 | Corea del Sud |  |

Finale
| 17 agosto 2008 | Singapore | 0 – 3 | Cina |  |

## Tiro
| Gara | Atleta       | Qualificazioni | Qualificazioni | Finale    | Finale       | Finale |
| Gara | Atleta       | Punteggio      | Pos.           | Punteggio | Punt. totale | Pos.   |
| ---- | ------------ | -------------- | -------------- | --------- | ------------ | ------ |
| Trap | Lee Wung Yew | 110            | 28             |           |              |        |

## Vela
| Gara                   | Atleta                   | Regata | Regata | Regata | Regata | Regata | Regata | Regata | Regata | Regata | Regata     | Regata | Punteggio | Pos. |
| Gara                   | Atleta                   | 1      | 2      | 3      | 4      | 5      | 6      | 7      | 8      | 9      | 10         | M      | Punteggio | Pos. |
| ---------------------- | ------------------------ | ------ | ------ | ------ | ------ | ------ | ------ | ------ | ------ | ------ | ---------- | ------ | --------- | ---- |
| Laser maschile         | Koh Seng Leong           | 35     | 41     | 29     | 39     | 44 BFD | 33     | 23     | 3      | 36     | cancellata |        | 239       | 26   |
| Laser Radial femminile | Lo Man Yi                | 21     | 14     | 18     | 26     | 24     | 27     | 26     | 16     | 3      | cancellata |        | 128       | 25   |
| 470 maschile           | Terence Koh Xu Yuan Zhen | 15     | 17     | 18     | 19     | 30 OCS | 8      | 10     | 19     | 27     | 26         |        | 159       | 22   |
| 470 femminile          | Deborah Ong Toh Liying   | 17     | 17     | 15     | 18     | 18     | 18     | 20 OCS | 16     | 19     | 18         |        | 156       | 19   |